# Джулі Стрейн
Джу́лі Стрейн (англ. Julie Strain) — американська акторка, фотомодель, сценаристка, режисерка-постановниця і продюсерка фільмів і телесеріалів.

## Життєпис
Народилася 18 лютого 1962 року в Конкорді, Каліфорнія, США.
Закінчила середню школу Плезант Хілл. Навчалася в Пет коледжі університету Каліфорнії.
З 1990 року на телебаченні і в кіно. Дебютний фільм — «Той, що виганяє заново» (1990). Однак коло її ролей обмежене через дуже високий ріст (186 см).
Знімається переважно в бойовиках, фільмах жахів, комедіях, еротичних трилерах. Трюки виконує самостійно. Популярність підігріла телепрограма «Sex Court» на Playboy TV. В основному все ж акторка відома безліччю ролей у фільмах категорії «B», які здебільшого виходили відразу на відео. Довелось грати в картинах і трохи вищого рівня — Голий пістолет 33 1/3, Поліцейський з Беверлі-Гіллз і Каффс.
З 1997 року виступає як сценаристка, режисерка-постановниця і продюсерка фільмів і телесеріалів.
Була улюбленицею місяця журналу Penthouse у 1991-му та улюбленицею року в 1993-му.

## Часткова фільмографія
| Рік  | Українська назва                                          | Оригінальна назва                                    | Роль                               | Примітки |
| ---- | --------------------------------------------------------- | ---------------------------------------------------- | ---------------------------------- | --- |
| 1990 | Рецидив                                                   | Repossessed                                          | Оголена дівчина у роздягальні      | В титрах не вказана |
| 1991 | Опівнічна спека                                           | Midnight Heat                                        | дівчина зі сніданком/срібна статуя | |
|      | В ім'я справедливості                                     | Out for Justice                                      | Роксана Форд                       | |
|      | Подвійний удар                                            | Double Impact                                        | Студентка                          | |
| 1992 |                                                           | Soulmates                                            | Красива жінка                      | a.k.a. Blood Love (UK video title) / a.k.a. Evil Lives (USA video title)                                                     |
|      | Каффс                                                     | Kuffs                                                | Дівчина Кейна                      | |
|      | Дзеркальне відображення                                   | Mirror Images                                        | Джіна Кає                          | |
|      | Чаклунство 4 : Невинне серце                              | Witchcraft IV: The Virgin Heart                      | Белладонна                         | |
|      | Нічні ритми                                               | Night Rhythms                                        | Лінда                              | |
| 1993 | Укуси любові                                              | Love Bites                                           | Жінка Джокера                      | a.k.a. Love Bites: The Reluctant Vampire (USA)                                                                               |
|      | Поліцейський-психопат: Повернення                         | Psycho Cop Returns                                   | Стефані                            | a.k.a. Psycho Cop 2 (USA video box title)                                                                                    |
|      | Вороже золото                                             | Enemy Gold                                           | Кам'яна пантера                    | |
|      | Невимовний жах 2                                          | The Unnamable II: The Statement of Randolph Carter   | істота                             | a.k.a. H.P. Lovecraft's The Unnamable Returns / a.k.a. The Unnamable Returns                                                 |
|      |                                                           | Love Is Like That                                    | Амбер                              | a.k.a. Bad Love / a.k.a. Wild Angel                                                                                          |
|      | Готовий вбивати                                           | Fit to Kill                                          | Блю Стіл                           | |
|      |                                                           | Teasers                                              | Діва                               | |
| 1994 | Час гри                                                   | Play Time                                            | Шератон                            | |
|      |                                                           | The Devil's Pet                                      | Королева Загубленого острова       | |
|      | Зіткнення з майбутнім                                     | Future Shock                                         | танцівниця                         | |
|      | Голий пістолет 33⅓: Остання образа                        | Naked Gun 33⅓: The Final Insult                      | Домінатрикс                        | |
|      | Поліцейський з Беверлі-Хіллз 3                            | Beverly Hills Cop III                                | жінка-вбивця                       | |
|      | Пекельні солдати                                          | Infernal Soldiers                                    | Тесс                               | a.k.a. The Mosaic Project (video title)                                                                                      |
|      | Проект Даллас                                             | The Dallas Connection                                | Чорна вдова                        | |
|      | Рятівники Малібу                                          | Baywatch                                             | віндсерфер                         | серія Red Wind / a.k.a. Baywatch Hawaii (USA new title)                                                                      |
| 1995 | Тягнем на захід                                           | Takin' It Off Out West                               | Мед Мері                           | |
|      | Велика сестра 2000                                        | Big Sister 2000                                      | слідча                             | |
|      | Зіркова хвороба                                           | Starstruck                                           | Джоанна                            | |
|      | Рай для блондинки                                         | Blonde Heaven                                        | Ілліана                            | a.k.a. Morgana (USA DVD title) / a.k.a. Morganna (USA video title)                                                           |
|      |                                                           | Johnny Mnemonic: The Interactive Action Movie        | Красуня                            | |
|      | Чаклунка                                                  | Temptress II                                         | Еріка Бернс                        | a.k.a. Sorceress |
|      | Жертва пристрасті                                         | Victim of Desire                                     | Лінда Гаммонд                      | a.k.a. Implicated |
|      | Опівнічні признання                                       | Midnight Confessions                                 | Маріанна                           | a.k.a. Voices of Seduction (UK video title)                                                                                  |
|      | Віртуальне бажання                                        | Virtual Desire                                       | Саша                               | |
|      | Одружені пари і секс на стороні 2: На щастя чи на нещастя | Married People, Single Sex 2: For Better or Worse    | жінка                              | |
| 1996 |                                                           | Squanderers                                          | Джілл                              | a.k.a. Money to Burn |
|      | Чаклунка 2:Спокусниця                                     | Sorceress II: The Temptress                          | Тара Ковентрі                      | a.k.a. Legion of Evil: Sorceress II (UK DVD title) / a.k.a. Sorceress 2 (USA short title)                                    |
|      | День воїна                                                | Day of the Warrior                                   | Віллов Блек                        | a.k.a. L.E.T.H.A.L. Ladies: Day of the Warrior                                                                               |
|      |                                                           | Hollywood: The Movie                                 | Дора                               | |
|      | Червона лінія                                             | Red Line                                             | Крістел                            | |
| 1997 | День святого Патрика                                      | St. Patrick's Day                                    | Моллі                              | |
|      | Остання дорога                                            | The Last Road                                        | Мері                               | a.k.a. SpeedWay (USA video title)                                                                                            |
|      |                                                           | Hollywood Cops                                       | мадам Фортуна Стелла               | |
|      | За ґратами                                                | Busted                                               | Аннет                              | |
|      | Бордель                                                   | Bikini Hotel                                         | Ракель                             | |
|      | Ель-Чупакабра                                             | Guns of El Chupacabra                                | Королева Бі                        | |
|      | Смертельна зрада                                          | Lethal Seduction                                     | Голлі                              | a.k.a. Lethal Betrayal |
|      | Темні таємниці                                            | Dark Secrets                                         | Маврі                              | |
| 1998 | Масажистка 3                                              | Masseuse 3                                           | Саша                               | a.k.a. Indiscretions (USA)                                                                                                   |
|      | Повернення на дикий пляж                                  | L.E.T.H.A.L. Ladies: Return to Savage Beach          | Віллов Блек                        | |
|      | Бульвар Армагедон                                         | Armageddon Boulevard                                 | Королева Бі                        | |
|      |                                                           | Sex Court (серіал)                                   | суддя Джулі                        | |
| 1999 | Погоня з дияволом                                         | Ride with the Devil                                  | Спокусниця                         | |
|      |                                                           | Wasteland Justice                                    | Рейвен                             | |
|      |                                                           | Desirable Liaisons (серіал)                          | підполковник Федорова              | |
|      | Жага крові                                                | Bloodthirsty                                         | нова сусідка/оповідач              | a.k.a. Blood Thirsty (USA video box title)                                                                                   |
|      |                                                           | Captain Jackson (серіал)                             | Робот Моммі                        | |
|      | Дитя вампіра                                              | Vampire Child                                        | Жінка                              | |
|      | Ескорт 3                                                  | The Escort III                                       | Деббі                              | |
| 2000 | Незалежний                                                | The Independent                                      | місіс Кеворкян                     | |
|      | Важкий метал 2000                                         | Heavy Metal 2000                                     | Джулі (голос)                      | Heavy Metal F.A.K.K.2 (Німеччина)                                                                                            |
|      | Буйні дівчата                                             | The Rowdy Girls                                      | Мікі                               | |
|      | Відьма з Блер: Секс версія                                | The Bare Wench Project                               | гола дівчина                       | |
|      |                                                           | Heavy Metal F.A.K.K.2                                | Джулі (голос)                      | Відеогра |
|      |                                                           | Centerfold Coeds: Girlfriends                        | міс Гарді                          | |
|      | Токсичний месник 4                                        | Citizen Toxie: The Toxic Avenger IV                  | модель Тромаду                     | |
| 2001 |                                                           | Sex Court: The Movie                                 | суддя Джулі                        | |
|      |                                                           | The Bare Wench Project 2: Scared Topless             | The Bare Wench                     | Bare Wench 2: Book of Babes (USA) / a.k.a. Book of Babes: Bare Wench 2 (USA video box title)                                 |
|      | Валькірія                                                 | BattleQueen 2020                                     | Гейлі                              | a.k.a. Battle Queen 2020 (USA)                                                                                               |
|      |                                                           | The Man Show TV episode                              | стриптизерка                       | серія Sperm Bank |
|      | Як зробити монстра                                        | How to Make a Monster                                | Джулі                              | |
| 2002 |                                                           | God Squad!                                           | Джулі                              | |
|      | Тринадцять еротичних привидів                             | Thirteen Erotic Ghosts                               | баронеса Лукреція                  | |
|      | Для вбивства.com                                          | .com for Murder                                      | Екзотична танцівниця               | |
|      | Планета еротичних мавп                                    | Planet of the Erotic Ape                             | жінка                              | a.k.a. Babes in Kongland or World of the Erotic Ape (USA DVD titles)                                                         |
|      |                                                           | The Bare Wench Project 3: Nymphs of Mystery Mountain | гола жінка                         | a.k.a. Bare Wench III: The Path of the Wicked (USA) / a.k.a. Bare Wench: The Path of the Wicked (USA DVD title)              |
|      | Кровопускання                                             | Bleed                                                | Лінда                              | |
| 2003 |                                                           | HorrorTales.666                                      | жінка                              | |
|      | Бейбірелли                                                | Baberellas                                           | Кучинота                           | |
|      |                                                           | Birth Rite                                           | місіс Карлсон                      | |
|      | Зомбігеддон                                               | Zombiegeddon                                         | диспетчер                          | |
|      | Сестринство                                               | Delta Delta Die!                                     | Мерилін Фітч                       | |
|      |                                                           | Rock n' Roll Cops 2: The Adventure Begins            | Стелла                             | a.k.a. The Rock n' Roll Cops (USA DVD title)                                                                                 |
|      |                                                           | Bare Wench Project: Uncensored                       | гола жінка                         | |
| 2004 | Байки з сортиру                                           | Tales from the Crapper                               | Іванна Денс/Саманта                | |
| 2005 |                                                           | Bare Wench: The Final Chapter                        | гола жінка                         | |
|      | Азіра:Кров з піску                                        | Azira: Blood from the Sand                           | Азіра                              | |
|      | Немає болю, немає результату                              | No Pain, No Gain                                     | пляжна богиня                      | |
| 2007 | Шантель                                                   | Chantal                                              | Моргана                            | |
|      | Дияволська муза                                           | The Devil's Muse                                     | Джулі                              | |
|      |                                                           | Black Dahlia Movie: The Elizabeth Short Story        | Джулі                              | a.k.a. Black Dahlia Movie: The Elizabeth Short Story or The Devil's Muse (USA new titles); special thanks was given to Julie |
|      |                                                           | Hollywood Scream Queens                              | Сама себе                          | |
| 2008 | Маги та чарівники                                         | Magus                                                | мадам Зельда                       | |
| 2009 | Космічні дівчата у Беверлі-Хіллз                          | Space Girls in Beverly Hills                         | королева Зіба                      | |
| 2011 |                                                           | Dark Dreamers                                        | Сама себе                          | |